# Kovinski lesketnik
Kovinski lesketnik (znanstveno ime Somatochlora metallica) je vrsta raznokrilih kačjih pastirjev iz družine lebduhov, razširjena po večjem delu Evrope in na zahodnem ter osrednjem delu Sibirije.

## Opis
Je največji predstavnik svojega rodu, odrasli dosežejo 50 do 55 mm v dolžino, zadnji krili pa merita 34 do 38 mm. Prepoznaven je predvsem po kovinsko zeleni obarvanosti vsega telesa z nekaj manjšimi rumenimi znamenji. Po obarvanosti je zelo podoben sredozemskemu lesketniku. Eden od razločevalnih znakov je rumenkasta pega ob strani oprsja pri sredozemskemu lesketniku, ki pri kovinskemu manjka, a je razlika težko opazna od daleč in v letu. V Sloveniji, Italiji in Avstriji se pojavljajo celo osebki z vmesnimi lastnostmi, zato je včasih veljal sredozemski lesketnik za podvrsto kovinskega, a so razlike v obarvanosti dovolj zanesljive za ločevanje. Podoben je tudi močvirski lebduh, od katerega se omenjena lesketnika ločita po rumeni progi preko »obraza« in zadku, ki ni kijasto zadebeljen.
Odrasli letajo od konca maja do konca septembra, z viškom aktivnosti med junijem in avgustom.

## Habitat in razširjenost
Razmnožuje se v stoječih vodah, obraslih z gozdom in bogato, a ne popolno zarastjo gladine. Redkeje ga najdemo ob počasnih do zmerno hitro tekočih vodotokih ter umetnih kanalih, nad gozdno mejo pa tudi na odprtem do nadmorske višine 2.400 m.
Vrsta je zelo pogosta v Evropi, razen na jugu, razširjenost pa sega skoraj do skrajnega severa, precej nad arktičnim krogom, na vzhodu pa do jugozahodnega dela osrednje Sibirije. Ne pojavlja se na Iberskem in na Apeninskem polotoku, na Balkanu pa samo ob visokogorskih jezerih (v balkanskih nižavjih je namesto njega razširjen sorodni sredozemski lesketnik).
V Sloveniji je kovinski lesketnik prisoten le na severozahodu; o razmnoževanju so podatki le z Bohinjskega jezera, kjer je razmeroma pogost, in s Planine pri Jezeru, kljub prisotnosti primernih habitatov drugje po državi. Na Rdeči seznam kačjih pastirjev iz Pravilnika o uvrstitvi ogroženih rastlinskih in živalskih vrst v rdeči seznam je zaradi majhne populacije uvrščen kot prizadeta vrsta.